# Nissan Primastar
Nissan Primastar — серия грузовых фургонов и минивэнов, выпускаемых компанией Nissan в Европе с 2001 года. 

## Primastar I (X83)
Все Nissan Primastar и Renault Trafic выпускаются на британском заводе в Лутоне, а основными отличиями японских автомобилей от французских являются детали внешнего и внутреннего оформления, набор дополнительного оборудования, а также ряд специфических исполнений. Фургоны Primastar предлагают в 20 исполнениях с двумя размерами колесной базы , полезной емкостью грузового отсека 5-8 м 3 , двумя вариантами грузоподъемности (1,0 и 1,2 т), разной высотой расположения крыши и внутренней длиной 2,4-2,8 м. Помимо цельнометаллических фургонов выпускаются грузопассажирские варианты Tour с грузовым отсеком вместимостью 1,2-6,0 м 3 , шасси с кабиной и микроавтобусы . Все автомобили комплектуют дизельными двигателями 1.9 CDTI и 2.5 CDTI с системой подачи топлива Common Rail, развивающими мощность 82-135 л.с. , одним бензиновым 2,0-литровым 16-клапанным мотором мощностью 120 л.с., 5- или 6-ступенчатой коробкой передач. В набор стандартного оборудования входят гидроусилитель рулевого управления, АБС , две передние подушки безопасности, радиоприемник с кассетным проигрывателем.
В 2006 году модель была модернизирована.
Базовая сборка Nissan Primastar включает в себя: подушку безопасности водителя, системы ABS+EBD, с возможностью подключения внешних устройств, CD-плеер. В зависимости от модификации, в стандартный Примастар может входить: подушка безопасности для пассажира, система динамической стабилизации, полный электропакет, Bluetooth и кожаная обивка руля.

### Двигатели
- Бензиновые

| Двигатель | Объем [ см 3 ] | Мощность [ л.с. ] ([ кВт ]) при об/мин | Крутящий момент [Нм] при об/мин | Цилиндры | Клапанный механизм | Разгон (с) 0-100 км/ч | Максимальная скорость км/ч | Расход топлива (л/100 км) средний | Годы производства |
| --------- | -------------- | -------------------------------------- | ------------------------------- | -------- | ------------------ | --------------------- | -------------------------- | --------------------------------- | ----------------- |
| 2.0 16V   | 1998           | 120 (88)/4750                          | 190/3750                        | Р4       | DOHC/16            | 14,5                  | 160                        | 10,3                              | 2002-2006         |
| 2.0 16V   | 1998           | 117 (86)/4700                          | 186/3750                        | Р4       | DOHC/16            | 14,5                  | 160                        | 10,3                              | с 2006            |

- Дизельные

| Двигатель   | Объем [ см 3 ] | Мощность [ л.с. ] ([ кВт ]) при об/мин | Крутящий момент [Нм] при об/мин | Цилиндры | Клапанный механизм | Разгон (с) 0-100 км/ч | Максимальная скорость км/ч | Расход топлива (л/100 км) средний |
| ----------- | -------------- | -------------------------------------- | ------------------------------- | -------- | ------------------ | --------------------- | -------------------------- | --------------------------------- |
| 1.9 dCi 80  | 1870           | 82 (60)/3400                           | 190/2000                        | Р4       | OHC/8              | 21,7                  | 138                        | 7,7                               |
| 1.9 dCi 100 | 1870           | 100 (74)/3500                          | 240/2000                        | Р4       | OHC/8              | 16,5                  | 155                        | 7,7                               |
| 2.0 dCi 90  | 1995           | 90 (66)/3500                           | 240/1600                        | Р4       | DOHC/16            | 19,0                  | 145                        | 7,9                               |
| 2.0 dCi 115 | 1995           | 115 (84)/3500                          | 290/1600                        | Р4       | DOHC/16            | 15,0                  | 160                        | 7,9                               |
| 2.5 dCi 135 | 2464           | 135 (99)/3500                          | 310/1750                        | Р4       | DOHC/16            | 15,2                  | 165                        | 8,6                               |
| 2.5 dCi 150 | 2464           | 145 (107)/3500                         | 320/1500                        | Р4       | DOHC/16            | 13,5                  | 170                        | 8,7                               |

## Primastar II
C 2016 года Primastar 2 поколения делали как NV300, а в 2021 году снова вернулись к названию Primastar. Коммерческие автомобили Nissan Primastar второго поколения оснащаются дизельными двигателями объемом 1,6 литра мощностью от 90 до 140 л.с. В продаже новый Nissan Primastar представлен в грузовом и пассажирском вариантах. Аналогами модели являются Vauxhall Vivaro, Renault Trafic и Opel Vivaro.
Opel/Vauxhall Vivaro был снят с производства в 2018 году в результате поглощения Opel/Vauxhall Groupe PSA; на смену ему пришел Vivaro нового поколения на базе Citroën Jumpy в 2019 модельном году.